# Le Barrage (peinture)
Pour les articles homonymes, voir Le Barrage et Barrage (homonymie).
Le Barrage est une peinture de l'artiste luxembourgeois Dominique Lang datée de 1913.  

## Description
Cette peinture de 80,5 × 67 cm fait partie des collections du Musée national d'histoire et d'art, à Luxembourg-Ville.  

## Analyse
Dominique Lang était le seul représentant du Luxembourg à la première exposition des impressionnistes à Paris. 
Après avoir terminé ses études à l'Académie des beaux-arts d'Anvers d'Anvers en 1900, il commence à peindre dans un style symboliste. Après 1912-1913, il utilise une technique plus raffinée et peint de nombreux paysages dans les zones rurales où il a vécu. Le Barrage a été présenté au Salon des artistes indépendants, en 1914, où il a reçu de bons retours en ce qui concerne son travail et sa créativité.  
L'artiste a réussi à recréer la réfraction de la lumière du soleil dans les couleurs de l'arc-en-ciel. Ce sens de la nature et de l'authenticité perpétue la tradition de Claude Monet et de Pierre-Auguste Renoir. Les paysages évoquent le monde sans industrialisation.  